# دنشا استالورث
دنشا استالورث (انگلیسی: DeNesha Stallworth؛ زادهٔ ۵ مهٔ ۱۹۹۲) بازیکن بسکتبال اهل ایالات متحده آمریکا است.